# Вирусни артритис
Вирусни артритис је инфективна реуматична болест изазвана инфламацијом зглобова вирусном инфекцијом. Препознавање и разумевање патофизиолошких механизама помоћу којих вирусни артритис изазива акутне и хроничне артропатије су кључни за расветљавање његове имунопатогенезе. Промене имунолошког система могу довести до акутних облика артритиса, који могу бити праћени хроничном артралгијом или артритисом, превеликом заступљености ЦД8 + Т ћелија у синовијалној течности (нпр код особа са реуматоидним артритисом или Епстеин-Бар вирусом инфекција).
Број пацијената којима је дијагностикован акутни вирусни артритис у ранијим периодима релативно је био мали због касног откривања овог стања. Садашње технологије омогућава једноставније, брже, поузданије и осетљивије тестове за дијагнозу вируса од оних што су били раније доступни.
Генерално, вирусни артритис је благ и захтева само симптоматско лечење аналгетицима или нестероидним противупалним лековима (или, повремено, преднизоном у малим дозама). У неким случајевима је доступно антивирусно лечење за основну системску болест.

## Етиологија
У вирусе који могу да изазову вирусни артритис спадају:
Парвовирус Б19
Мали, једноланчани ДНК вирус који се умножава у ћелијама које се деле и стога има изузетан тропизам за људске еритроидне прогениторске ћелије. Може бити одговоран за око 12% случајева изненадног полиартикуларног артритиса, посебно код одраслих који су често изложени деци (нпр. учитељи и педијатријске медицинске сестре, који имају 50% ризик од инфекције). Избијања инфективног еритема се обично јављају у касну зиму и пролеће, али стање се може приметити током лета и јесени, са спорадичним случајевима који се јављају током целе године. Респираторни секрети су вектор за пренос. Употреба крвних производа, посебно концентрата фактора згрушавања, је још један начин преношења. [ 4 ] Може доћи до вертикалног преноса са мајке на фетус. Највећи морбидитет фетуса је током првог или другог триместра.
Вируси хепатитиса
Вирус хепатитиса А [ХАВ], вирус хепатитиса Б [ХБВ] и  вирус хепатитиса Ц (ХЦВ). ХАВ инфекција чини 10-14% случајева вирусног артритиса. Артралгија и кожни осип се јављају током акутне фазе. Пренос се одвија фекално-оралним путем. ХБВ је омотани, дволанчани ДНК вирус. ХБВ инфекција узрокује 20-25% случајева вирусног артритиса. Пренос може бити парентерални или сексуални. ХЦВ је једноланчани РНК вирус са омотачем. ХЦВ инфекција се јавља широм света. Пренос може бити парентерални или, ретко, сексуални.
Рубела вирус
Вирус рубеоле је једини члан рода Рубивирус (фамилија Тогавиридае) и једноланчани је РНК вирус. Вирус рубеоле природно инфицира људе, првенствено жене, и преноси се путем назофарингеалног секрета, са врхунцем инциденције у касну зиму и пролеће. Отприлике 50-75% инфекција вирусом рубеоле су симптоматске; остали су субклинички.
Алфавируси
Алфавируси чине род породице Тогавиридае. Отприлике пет до шест типова алфавирусне инфекције изазивају реуматске симптоме и грозницу као главне карактеристике; све се преносе комарцима.
Ретровируси
ХИВ инфекција је повезана са неколико реуматских манифестација, од којих је најчешћа артралгија (25-40% случајева). [ 8 ] Остале манифестације укључују следеће:
- Псоријатични артритис
- Реуматоидни артритис
- Болни зглобни синдром (10%)
- Недиференцирана спондилоартропатија
- Инфламаторна миопатија
- Системски васкулитис
- Синдром дифузне инфилтративне лимфоцитозе (5%)
- фибромијалгија (30%)
- Аваскуларна некроза
- Гихт

Артритис (артралгија и артритисни синдроми) у вези са ХИВ инфекцијом пријављени су у Сједињеним Државама, Европи и Африци. Може се јавити у било којој фази ХИВ инфекције. Образац артритиса повезаног са ХИВ-ом сличан је оном код артритиса повезаног са другим вирусним поремећајима: акутни почетак, кратко трајање, рецидиви и без ерозивних промена. Пацијенти инфицирани ХИВ-ом нису под повећаним ризиком од развоја септичког артритиса, али имају повећану учесталост пиомиозитиса. 

### Други вируси
Утврђено је да су и бројни други вируси способни да изазову артритис, укључујући следеће:
- Епстеин-Бар вирус - ова инфекција је обично повезана са полиартралгијом, али може доћи до моноартритиса колена и руптуре Бејкерове цисте
- Варичела-зостер вирус (ВЗВ) – ова инфекција код деце се ретко развија у пауциартикуларни артритис [ 11 ]
- Вирус заушки – код инфицираних одраслих особа, ова инфекција је повезана са синовитисом малих или великих зглобова који траје неколико недеља; артритис може претходити или пратити паротитис до 4 недеље
- Аденовируси или коксаки вируси А9, Б2, Б3, Б4 и Б6 – ове инфекције су повезане са понављајућим епизодама полиартритиса, плеуритиса, мијалгије, осипа, фарингитиса, миокардитиса и леукоцитозе
- Еховирус - ова инфекција може бити повезана са полиартритисом, грозницом и мијалгијом
- Херпес симплек вирус (ХСВ) или цитомегаловирус (ЦМВ) – артритис са овим инфекцијама је реткост; ЦМВ артритис је пријављен код пацијената након трансплантације коштане сржи; вирус вакциније је био повезан са поствакциналним артритисом колена у само 2 пријављена случаја

## Патогенеза
Вируси могу да изазову инфекцију или делују као кофактори у развоју реуматских болести. Вирусна инфекција зависи и од домаћина и од вирусних фактора. Кључни фактори домаћина укључују старост, пол, генетску позадину, историју инфекције и имуни одговор. Кључни вирусни фактори укључују начин уласка у домаћина, тропизам ткива, репликацију, ефекте цитокина, способност успостављања перзистентних или латентних вирусних инфекција и промене антигена домаћина. Заражене ћелије могу бити подвргнуте апоптози (програмирана ћелијска смрт).
Имуни комплекси из одговора на антитела могу се депоновати на местима вирусне инфекције или у синовијуму. Аутоимуност изазвана вирусом, поликлонска активација Б ћелија и имунодефицијенција могу резултовати опортунистичком инфекцијом, углавном због немогућности имунолошког система да елиминише вирус (нпр ХИВ, хумани Т-лимфотропни вирус [ХТЛВ] -1 или хепатитис Ц вирус [ХЦВ]). Молекуларна мимикрија може узроковати ненормалну самореактивност мењањем имунолошке толеранције.
| Вирус | Клиничке карактеристике артритиса |
| Парвовирус Б19                                                                                                   | Појављује се код одраслих жена са инфективним еритемом; често осип који сврби                                                                     |
| Хепатитис А | Болови у мишићима и осип у 10% случајева |
| Хепатитис Б | Почетак у преиктеричној фази; обично нестаје како се жутица развија; хронични артритис могућ код пацијената са хроничном инфекцијом хепатитисом Б |
| Хепатитис Ц | Историја слична инфекцији зглобова хепатитисом Б; обично повезан са криоглобулинемијом                                                            |
| Рубеола (природна инфекција и вакцина)                                                                           | Почетак је могућ пре, током или после појаве осипа; обично се решава за неколико недеља; може се поновити и, чешће, може постојати                |
| Вирус хумане имунодефицијенције [ХИВ] (појављују се 2 типа, оба са неинфламаторном, стерилном зглобном течношћу) | Развија се током неколико дана, а карактеристичан је јак бол у колену или зглобу; одличан одговор на нестероидне антиинфламаторне агенсе (НСАИДС) |
| Вирус хумане имунодефицијенције [ХИВ] (појављују се 2 типа, оба са неинфламаторном, стерилном зглобном течношћу) | Изненадни почетак јаког бола у раменима и лактовима, који веома подсећа на акутни напад гихта; опијати често неопходни за контролу бола           |
| Заушке | Појављује се код одраслих мушкараца 2 недеље након појаве паротитиса                                                                              |

## Клиничка слика
Физички налази код пацијената са вирусним артритисом значајно варирају, у зависности од врсте вируса који изазива артритис.

### Парвовирус Б19
Клиничка слика код деце
Клиничке карактеристике артритиса повезаног са инфекијом парвовирусом Б19 код деце укључују следеће знаке и симптоме:
- До 70% пацијената је асимптоматско
- Неколицина може имати симптоме налик грипу (нпр грозница, главобоља, грлобоља, кашаљ, анорексија, повраћање, пролив или артралгија)
- Обично се примећује јарко црвени осип, који се често карактерише као изглед "надуваног образа".
- Заједнички симптоми су ретки (5-10%)

Клиничка слика код одраслих
Клиничке карактеристике код одраслих укључују следеће:
- Редак осип
- Зглобни симптоми се јављају код чак 60% пацијената, при чему је артралгија запажена чешће од правог артритиса; артралгија је обично само ограничена и симетрична и јавља се у периферним малим зглобовима, рукама (проксималним интерфалангеалним и метакарпофалангеалним зглобовима), зглобовима, коленима и зглобовима глежња, у комбинацији са изразитом јутарњом укоченошћу и отицањем.
- Неколико болести може настати као последица инфекције парвовирусом Б19, као што су инфективни еритем (пета болест), пролазна апластична криза (нарочито код пацијената са срчаном ћелијском болешћу, таласемијом или анемијом изазваном ХИВ-ом) и феталних хидропса код заражених мајки.[16]

### Вирусни хепатитис
Клиничке карактеристике артритиса повезаног са инфекцијом вирусом хепатитиса Б (ХБВ) укључују следеће знаке и симптоме:
- Симетрични артритис може бити миграторни или адитивни; с најчешће захваћеним зглобовима руке и колена; значајна јутарња укоченост и фусиформни оток су повезани са артритисом изазваним ХБВ-ом
- Артритис и уртикарија могу претходити жутици данима до недељама и могу трајати неколико недеља након што жутица нестане
- Понављајућа полиартралгија или полиартритис могу се појавити код пацијената са хроничним активним хепатитисом или хроничном ХБВ виремијом
- Полиартеритис нодоза може бити повезана са хроничном ХБВ виремијом
- Пацијенти могу имати артритис-дерматитис синдром
- Описана је и нефропатија
- Системски некротизирајући васкулитис је такође клиничка карактеристика

Клиничке карактеристике артритиса повезане са инфекцијом вирусом хепатитиса Ц [ХЦВ] укључују следеће:
- Брзо прогресивна акутна артралгија (али ретко артритис) обично се јавља код реуматоидне дистрибуције, захватајући руке, рамена, колена и кукове.
- Мијалгија је честа
- Есенцијална мешовита криоглобулинемија (триада артритиса, опипљива пурпура и криоглобулинемија) повезана је са ХЦВ у већини случајева
- Некротизирајући васкулитис са криоглобулинемијом је клиничка карактеристика
- Есенцијална мешовита криоглобулинемија типа 2 или 3 повезана је са тежим кожним обољењима, попут Рејноовог синдрома, пурпуре, дисталних улкуса, гангрене и периферне неуропатије
- Сјогренов синдром описан је код бројних пацијената са ХЦВ инфекцијом
- Може постојати повезаност између ХЦВ инфекције и фибромијалгије.[16]

### Рубеола (рубела) вирус
Клиничке карактеристике артритиса повезане са инфекцијом вирусом рубеоле (и код деце и код одраслих) укључују следеће:
- Типична температура, опште слабо стање су типични симптоми
- Осип (акутни благи до тешки вирусни егзантем [макулопапуларни осип]) појављује се најпре на лицу, затим трупу и горњим екстремитетима, а на крају на доњим екстремитетима, штедећи дланове и стопала.
- Може се приметити значајна лимфаденопатија (задња цервикална, постауркуларна и окципитална)
- Артритис се обично нагло појави, 1 недељу пре или после осипа; јутарња укоченост је симетрична и полиартикуларна у дистрибуцији (нпр. прсти, колена и зглобови), кратка у трајању (траје од неколико дана до недеље) и без остатака
- Артритис сличан ономе који се јавља код природне инфекције такође се може развити у року од неколико недеља од вакцинације атенуираним вирусом рубеоле; сој ХПВ77 / ДК12 је највише артритогени од сојева вакцине доступних у Сједињеним Државама; тренутно коришћени сој РА27 / 3 изазива симптоме зглобне постељице у око 15% прималаца

Код деце се могу јавити следећа два синдрома или са природном инфекцијом или са вакцинацијом:
- Синдром руке - Брахијални радикулонеуритис узрокује бол у рукама и рукама и диестестезе који се погоршавају ноћу.
- Оба синдрома се јављају 1-2 месеца након вакцинације. Прва епизода може трајати и до два месеца, али рецидиви су обично краћи у трајању. Цатцхеров синдром закривљености може се појавити до годину дана, али не узрокује трајну штету.[16]

### Алфавируси
Клиничке карактеристике артритиса повезаног са алфавирусном инфекцијом укључују следеће:
- Високу температуру од 39-40 °C
- Појаву ртритиса или миграторне полиартралгије малих зглобова руку, лактова, колена, стопала и глежњева, заједно са укоченошћу и отицањем
- Артритис је углавном симетричан и полиартикуларни
- Код већине алфавирусних инфекција симптоми од стране зглобова нестају током 3-7 дана, али могу трајати и дуже од годину дана, мада без доказа о трајном оштећењу зглобова.
- Макулопапуларни осип може бити са сврбежом код неких пацијената.[16]

## Дијагноза
Дијагноза вирусног артритиса може бити незгодна јер не постоји појединачна презентација болести која се сматра „типичном“. Класични знаци вирусног артритиса су:
- грозница,
- осип
- болови у зглобовима

Нису типични за ову болест јер се могу се јавити и код других болести, од којих многе нису вирусне.
Штавише, различити вируси утичу на различите органе и могу се манифестовати са широким спектром симптома. На пример, вирусни артритис изазван ХБВ-ом може се манифестовати жутицом (жутило очију и коже), док вирусни артритис изазван вирусом рубеоле може имати широко распрострањен осип.
Треба увек посумњати на вирусни артритис ако је захваћено више зглобова на обе стране тела, а зглобне симптоме најчешће прате (или им претходе) симптоми системске инфекције.
Тестови крви
У вирусном артритису обавезно се у дијагностиковању користе тестови крви који потврђују основну инфекцију, као што су:
- Тестови на антитела који откривају антитела специфична за болест
- Тестови на ланчане реакције полимеразе (ПЦР) који откривају вирусну ДНК специфичну за болест
- Имуноглобулински тестови којима се мери пораст и пад специфичних антитела - познатог имуноглобулина М (ИгМ) и имуноглобулина Г (ИгГ) - помажу у праћењу стадијума и трајања инфекције

У зависности од сумње на узрок болести, могу се извршити и многи други тестови. Имуноглобулински тестови су посебно корисни јер усмеравању одговарајуће лечења, на основу тога да ли је инфекција акутна (на шта указује повишени ИгМ) или трајна (на шта указује стабилно повишење ИгГ).
Такође се могу применити и додатни тестови крви како би се искључили други могући узроци симптома од стране зглобова:
- тестови на реуматоидне факторе (РФ) и анти-ЦЦП о искључење реуматоидног артритиса,
- брзине седиментације еритроцита (ЕСР)
- тестова Ц-реактивног протеина (ЦРП) да би се искључио остеоартритис.

## Диференцијална дијагноз
Дифернцијално дијагностички треба размотрити ове болести:
- Акутна реуматска грозница
- Анкилозирајући спондилитис и недиференцирана спондилоартропатија
- Апластична анемија
- Криоглобулинемија
- Лајмска болест
- Полимиозитис
- Псоријатички артритис
- Реуматоидни артритис
- Сјогренов синдром
- Системски еритематозни лупус (СЛЕ)

## Терапија
Генерално гледано, вирусни артритис је лакша болест и захтева само симптоматско лечење аналгетицима или нестероидним антиинфламаторних лековима (НСАИД). Повремено се код тежих случајева у краћим интервалима може користи преднизон у малим дозама.
Циљеви фармакотерапије су смањење морбидитета и спречавање компликација.

Хируршка дренажа зглоба није индицирана ако се не сматра да је удружена са септичним артритисом. Већином инфицираних зглобова ефикасно се управља једним хируршким дебридманом, јер његова чешћа употреба носи одређени ризик од компликација.
Нису потребна ограничења у исхрани. Нежна мобилизација (физикална терапија) се може започети након неколико дана одмора.
Каако код пацијената са реуматоидним артритисом (РА), постоји повишен ризик од инфекције услед релативне имуносупресије, такви болесници се морају пажљиво агледати и лечити.
Боље разумевање узрока инфекције може помоћи у предвиђању реакција пацијената на разне терапије.
Највећи број болесника са вирусним артритисом обично се лече у амбулантним условима, уз сталну контролу лекара примарне здравствене заштите и специјалисте реуматолога. Ако је пацијентово стање такво да он не реагује на спроведену терапију, могу се консултовати и одговарајући други специјалисти.

## Превеција
Превентивне мере, којима се може спречити појава и развој вирусног артритиса, укључују следеће:
- Вакцинација,
- Сигуран секс,
- Употреба исправне хране и питке воде,
- Образовање или здравствено просвећивање.[31]